# آنا فيليسيتاس سارهولز
آنا فيليسيتاس سارهولز (من مواليد 5 يوليو 1992) هي لاعبة كرة قدم ومدربة ألمانية لعب في مركز حراسة المرمى، كانت آخر ظهور لها مع فريق آر بي لايبزيج للسيدات، حيث أنهت مسيرتها الكروية عام 2020. في 22 مارس 2023، أقنعها قسم كرة القدم النسائية الصاعد في نادي إف سي فيكتوريا 1889 برلين بتولي الأهداف الرياضية للنادي والمساعدة في تحقيقها. أصبحت مدربة حراس المرمى والحارس الثالث للفريق الأول.
ساعدت آنا فيليسيتاس سارهولز فريق بوتسدام في الحصول على لقب دوري أبطال أوروبا للسيدات 2009–10. بإنقاذها ركلتي جزاء خلال نهائي دوري أبطال أوروبا للسيدات 2010، وقبلها في الدور نصف النهائي كانت قد عبرت بالفريق إلى النهائي بعد تصديها لثلاث ركلات جزاء ضد فريق دويسبورغ.